# Хитрук Василь Онуфрійович
Хитрук Василь Онуфрійович (нар. 7 січня 1949, Благовіщенський район, Одеська область, УРСР) — український поет, прозаїк, письменник у напрямку неоромантизму, модернізм, літературознавець, незалежний учений-україно-слов'яновід, палеоархеограф, перекладач, любомудр, художник. Член Національної спілки письменників України, Член Президії Національної спілки краєзнавців України.

## Життєпис

### Ранні роки
Народився 7 січня 1949 в с. Великі Трояни, Благовіщенського району, Одеської, згодом Кіровоградської області. Його виховувала бабуся, Ходак Явдокія Петрівна — народна йогиня[що це?], яка, за прикладом графинь-декабристок, продала свої родинні речі та скарби і сама поїхала у Сибір на пошуки свого репресованого радянським режимом чоловіка Василя. Згодом повернулась додому і виховувала онука.
З 1967—1968 роках навчався у театральної студії при театрі Корифеїв ім. Івана Карпенка-Карого (м. Кіровоград, нині Кропивницький).
З 1969—1971 року навчався в художній Школі в Москві (заочно).
В період з 1975 до 1980 року, закінчив філологічний факультет Київського національного університету імені Т. Шевченка та був направлений до аспірантури. З 1980 по 1984 рр. навчався в аспірантурі Інституту літератури ім. Т. Г. Шевченка НАНУ, де захистив кандидатську дисертацію, присвячену творчості видатного українського поета-перекладача-дисидента Василя Олександровича Мисика.

### Дорослі роки
- З 1987 по 1988 рік, викладав курс «Історії української літератури» в Національному університеті ім. Тараса Шевченка, факультет журналістики.
- З 1987—1989 був Головою Київського Об'єднання кобзарів (за рекомендацією Григорія Ткаченка — засновника українського кобзарства).
- З 1990 по 1992 рік — старший науковий співробітник «Українського товариства охорони пам'яток історії та культури». З 1992 по 1996 рік — Ректор Вільної Неурядової Академії ім. Гр. Сковороди.
- З 1992 року — Член Правління Національної спілки краєзнавців України(з часу заснування товариства).
- У 1992 році, на замовлення Кабінету Міністрів України, став автором першого Державного Закону і Програми вивчення українознавства і народознавства у середніх та вищих навчальних закладах України.
- З 1993 по 1995 рік — доцент кафедри філософії, та народознавства Київського Інституту сухопутних військ Академії Збройних Сил України.
- 1995—2006 рр. Займається творчою письменницькою та етно-історичною працею, здійснює науково-дослідницькі поїздки за кордон до Італії, Індії, Чехії, Австрії, Словаччини тощо.
- 20О7-2009 рр. Доцент Міжрегіональної академії управління персоналом (Херсонське відділення). Зав.кафедрою українознавства.
- 2014 р. — доцент кафедри українознавства найстарішого в Східній Європі університету «Львівський Ставропігіон» у Львові.
- 2017 р. — доцент і Зав. Відділом Українознавства і Карпатської культури, мистецтв та духовності Інституту Східної Європи у Львові.

## Творчість
Автор багатьох письменницьких творів, серед яких найбільш відомі:
- Magnum opus: «Золота Булава» Духовний Код Трипілля, України і Європи (2012)
- Василь Мисик. Нарис життя і творчости.-Київ, «Наукова думка» (1987)
- Письмо на Древі. Поезії. Поема-Міфорія- Київ, «Український письменник» (1992)
- Яким роком живем, українство? // Літературна Україна, 7 травня 1992 р. 7500-річчя україно-трипільського Пракалендаря Аватара Рами.(1992)
- Триєдність і парність — фундаментальний Закон Філософії.- в кн.: Триєдине, 1994.За ред. П.Харченка.
- 18 статей в Українській літературній Енциклопедії.- Літ. Енциклопедія.- ТТ.І-ІІ.-Київ, 1981—1982.
- Епітафія Енею в Ромі, Італія. Переклад з давньо-пеласго-етруської.- // Індоєвропа. К., 7500 (1992).
- Гоп-Гоп-Гопачок. Дитячі вірші (у співавторстві).-К., Веселка, 1992.
- Українська Троя.-Космос Древньої України.-К., 7500 (1992)
- Київ часів Індо-Аріїв.- // Elit-Club. К.,2009. № 3.
- Мати Берегиня. Поезії.- Херсон, 2010.
- Прометей Свободи. Поетично-філософська Симфонія з 3-х частин. Сценарій повнометражного кінофільму, вистави.- Київ-Рамаварта 7525 (2015).
- Космічний Календар Українця.-К., Арт-Академія Григорія Сковороди, 7525 (2015).
- Автентична Українська Йоґа 6 тисячоліття до нашої ери — як критерій нової духовности сьогоднішнього ХХІ віку. //Український Університет в Москві (нині в Езилі). Науковий Вісник. Том ХХ.-Москва, 2015.
- Короткий Енциклопедичний Етимологічний Словник Українознавця і Слов'яноведа.- Косів, «Писаний Камінь», 7526 (2016)
- Троя Гомера знайдена в Україні.- //Українознавець, Львів, 2017.
- Древнє Королівство Гуцулія. Духовна Велич України. - Київ-Снідавка-Косів, «Писаний Камінь», 7530 (2022).
- Ліра Аполлона. Поезії. Три поеми.- Київ-Снідавка-Вінниця.- 7532 (2024).

## Художня творчість
Як художник заклав новий напрямок у живописі «Spirit-Art»

### Персональні виставки
Виставки живопису (темпера, акварель, олія, дерево).
- 1991. — Київ. Музей П. Тичини. Україна
- 2002—2003 — Лукка. Італія. Колекція Л.Пачіні
- 2002. Прато, Фіренце. Італія.
- 2003. Рим. Італія (з відвіданням консула України)
- 2004. Кабелла Ліґуре. Італія.